# Стара Ястшомбка (Підляське воєводство)
Стара Ястшомбка (пол. Stara Jastrząbka) — село в Польщі, у гміні Снядово Ломжинського повіту Підляського воєводства.
Населення — 58 осіб (2011).
У 1975-1998 роках село належало до Ломжинського воєводства.

## Демографія
Демографічна структура станом на 31 березня 2011 року:
|          | Загалом | Допрацездатний вік | Працездатний вік | Постпрацездатний вік |
| -------- | ------- | ------------------ | ---------------- | -------------------- |
| Чоловіки | 29      | 6                  | 18               | 5                    |
| Жінки    | 29      | 9                  | 13               | 7                    |
| Разом    | 58      | 15                 | 31               | 12                   |